# Toyota Yaris Cup

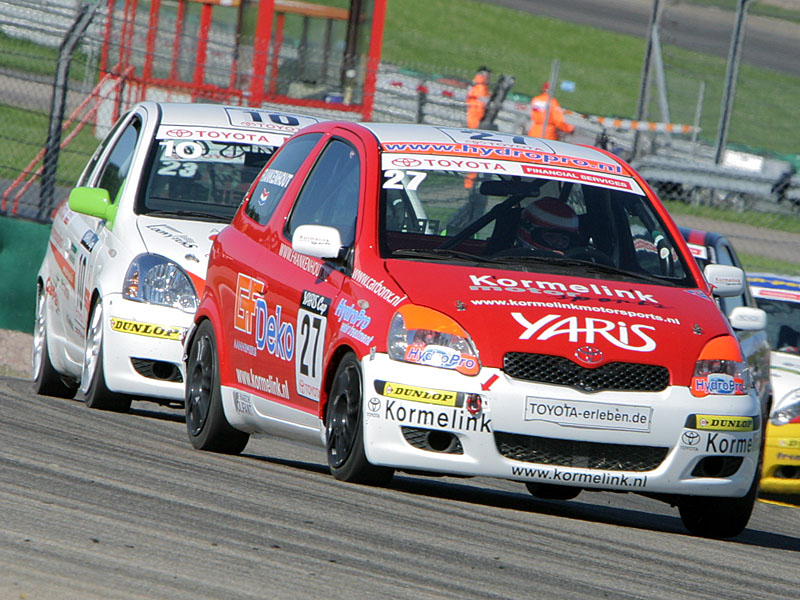
Szene aus dem Toyota Yaris Cup 2005 auf dem Sachsenring bei Hohenstein-Ernstthal

Der Toyota Yaris Cup war ein Markenpokal, der im Rahmen der Beru TOP 10 von 2001 bis 2006 ausgetragen wurde. Es kamen nur Fahrzeuge des Herstellers Toyota vom Typ Yaris zum Einsatz.
Heutzutage werden die ehemaligen Toyota Yaris Cup Fahrzeuge noch in verschiedenen Motorsportdisziplinen eingesetzt. Unter anderem im Rallyesport, im Slalomsport oder aber auch auf der Rundstrecke. Im Rahmen der Rundstrecken-Challenge Nürburgring setzt unter anderem das TEAM FESTHALTEN einen Toyota Yaris Cup in der Klasse H1 ein.

## Technisches Reglement 2006
Der Motor war ein Vierzylinderreihenmotor mit zwei obenliegenden Nockenwellen und 16 Ventilen. Der Hubraum betrug 1300 cm³ und die Leistung 118 PS bei 7.200/min. Das Fahrzeug hatte ein Gesamtgewicht von 930 kg plus Fahrer. Es musste ein Fünfgang-Seriengetriebe mit kürzerer Gesamtübersetzung verwendet werden und als Aufhängung diente ein höhenverstellbares Bilstein-Rennsportfahrwerk mit Eibach-Federn. Dunlop-Slicks bzw. Regenreifen waren vorgeschrieben. Vier Scheibenbremsen (vorne innenbelüftet) waren Standard, jedoch verfügte das Auto nicht über ABS.
Das Grundmodell Toyota Yaris 3 Door (NCP10) war homologiert in den Gruppen A und N unter der Homologationsnummer 5619, mit Gültigkeit bis zum Jahr 2012.

## Rennkalender 2006
Der Toyota Yaris Cup war im Jahr 2006 insgesamt sieben Mal auf vier verschiedenen Rennstrecken zu Gast.
| Datum         | Strecke                       | Sieger erstes Rennen   | Sieger zweites Rennen  |
| ------------- | ----------------------------- | ---------------------- | ---------------------- |
| 22.–23.04.    | Motorsport Arena Oschersleben | Christiaan Frankenhout | Nicky Kormelink        |
| 13.–14.05.    | EuroSpeedway Lausitz          | Christiaan Frankenhout | Christiaan Frankenhout |
| 27.–28.05.    | Nürburgring                   | Heiko Hammel           | Christiaan Frankenhout |
| 01.–02.07.    | Motorsport Arena Oschersleben | Christiaan Frankenhout | Christiaan Frankenhout |
| 15.–16.07.    | Nürburgring                   | Christiaan Frankenhout | Christiaan Frankenhout |
| 16.–17.09.    | Salzburgring                  | Steve Kirsch           | Charlie Geipel         |
| 30.09.–01.10. | Motorsport Arena Oschersleben | Christiaan Frankenhout | Christiaan Frankenhout |

## Meister
| Saison | Fahrer                 | Punkte |
| ------ | ---------------------- | ------ |
| 2001   | Sebastian Grunert      | 256    |
| 2002   | Jörg Boller            | 226    |
| 2003   | Philip Beyrer          | 246    |
| 2004   | Michel Schaap          | 177    |
| 2005   | Philip Geipel          | 224,5  |
| 2006   | Christiaan Frankenhout | 249    |